# BC Oostende in het seizoen 2021/22
Het seizoen 2021/2022 was het 52e jaar in het bestaan van de Oostendse basketbalclub BC Oostende. De club kwam uit in de nieuw opgerichte basketbalcompetitie van Nederland en België, de BNXT League. 

## Verloop
Oostende begon de nieuwe BNXT League als uittredend landskampioen. In de reguliere competitie bleef Oostende ongeslagen en in de daarop volgende Elite Gold won Oostende 8 van zijn tien wedstrijden. In de Nationale play-off voor het landskampioenschap won Oostende in de halve finale over drie wedstrijden van Belfius Mons-Hainaut en versloegen zij in de finale Kangoeroes Basket Mechelen met drie wedstrijden tegen 1. In de BNXT play-offs verloren ze in de halve finale van het Nederlandse ZZ Leiden over twee wedstrijden.
In de Belgische beker won Oostende in de 1/16-finales van Liège Basket B, in de achtste finale van BC Comblain, in de kwartfinale van Belfius Mons-Hainaut, in de halve finale van Antwerp Giants. In de finale verloren ze met 79-73 van Limburg United.

### Europees basketbal
Oostende speelde in het seizoen 2021/22 in de Basketball Champions League Europees basketbal. Ze waren rechtstreeks gekwalificeerd voor de groepsfase waarin ze uitkwamen tegen het Turkse Tofaş BK, het Franse SIG Strasbourg en het Estse BC Kalev/Cramo. Ze werden derde in hun groep en kwalificeerden zich voor het play-in toernooi waarin ze het Bosnische KK Igokea versloegen in drie wedstrijden. In de 1/16e finale speelden ze in hun groep tegen het Roemeense CSU Cluj-Napoca, het Spaanse Baloncesto Málaga en BK Prometey uit Oekraïne. BK Prometey trok zich terug door de oorlog in het land en Oostende werd derde in hun groep en daarmee uitgeschakeld.

## Selectie
Antwerp Giants ·
Apollo Amsterdam ·
Aris Leeuwarden ·
BAL ·
Union Mons-Hainaut ·
Den Helder Suns ·
Donar ·
Feyenoord ·
Heroes Den Bosch ·
Kangoeroes Basket Mechelen ·
Landstede Hammers ·
Leuven Bears ·
Liège Basket ·
Limburg United ·
Okapi Aalst ·
Oostende ·
Phoenix Brussels ·
Spirou Charleroi ·
The Hague Royals ·
Yoast United ·
ZZ Leiden